# Musashino (Tokio)
Musashino (武蔵野市 Musashino-shi?) es una ciudad ubicada en Tokio Occidental, la parte occidental de la Metrópolis de Tokio, Japón.  La ciudad tiene una población de 134.382 al 1 de julio de 2006 y un área total de 10,73 km².
La ciudad fue fundada el 3 de noviembre de 1947, con la unión de tres vecindarios, uno de los cuales es Kichijoji. En dicha ciudad se encuentra el Parque Inokashira.
Como curiosidad, Miyamoto Musashi vivió en un breve período en las planicies de Musashino durante el período Edo.